# Сонино (Рузский городской округ)
Сонино — деревня в Рузском районе Московской области, входящая в сельское поселение Колюбакинское. Население 3 человека на 2006 год. До 2006 года Сонино входило в состав Краснооктябрьского сельского округа
Деревня расположена на юго-востоке района, практически, на противоположном от Тучково, левом берегу Москва-реки, высота центра над уровнем моря 159 м. Ближайшие населённые пункты также на другом берегу реки — Артюхино на запад и Григорово — на юг.
Примыкают с востока Полушкинские каменоломни. 